# Плейнвілл (Канзас)
Плейнвілл (англ. Plainville) — місто (англ. city) в США, в окрузі Рукс штату Канзас. Населення — 1746 осіб (2020).

## Географія
Плейнвілл розташований за координатами 39°13′53″ пн. ш. 99°18′4″ зх. д. / 39.23139° пн. ш. 99.30111° зх. д. (39.231274, -99.301168).  За даними Бюро перепису населення США в 2010 році місто мало площу 3,22 км², уся площа — суходіл.

### Клімат
| Клімат : Плейнвілл                                     | Клімат : Плейнвілл | Клімат : Плейнвілл | Клімат : Плейнвілл | Клімат : Плейнвілл | Клімат : Плейнвілл | Клімат : Плейнвілл | Клімат : Плейнвілл | Клімат : Плейнвілл | Клімат : Плейнвілл | Клімат : Плейнвілл | Клімат : Плейнвілл | Клімат : Плейнвілл | Клімат : Плейнвілл |
| Показник                                               | Січ.               | Лют.               | Бер.               | Квіт.              | Трав.              | Черв.              | Лип.               | Серп.              | Вер.               | Жовт.              | Лист.              | Груд.              | Рік                |
| Абсолютний максимум, °C                                | 25,0               | 29,4               | 33,9               | 38,9               | 39,4               | 45,0               | 45,6               | 43,9               | 44,4               | 37,8               | 30,0               | 28,3               | 45,6               |
| Середній максимум, °C                                  | 3,3                | 7,2                | 12,2               | 17,8               | 22,8               | 29,4               | 32,8               | 31,7               | 26,7               | 20,0               | 11,1               | 5,0                | 18,4               |
| Середній мінімум, °C                                   | −10                | −7,2               | −2,8               | 2,8                | 9,4                | 15,0               | 18,3               | 17,2               | 11,7               | 4,4                | −2,8               | −7,8               | 4,1                |
| Абсолютний мінімум, °C                                 | −27,2              | −26,7              | −29,4              | −11,7              | −2,2               | 3,3                | 7,2                | 5,6                | −1,7               | −14,4              | −22,2              | −33,9              | −33,9              |
| Норма опадів, мм                                       | 14                 | 18                 | 54                 | 58                 | 100                | 70                 | 100                | 73                 | 53                 | 37                 | 35                 | 16                 | 628                |
| ------------------------------------------------------ | ------------------ | ------------------ | ------------------ | ------------------ | ------------------ | ------------------ | ------------------ | ------------------ | ------------------ | ------------------ | ------------------ | ------------------ | ------------------ |
| Джерело: The Weather Channel; National Weather Service |                    |                    |                    |                    |                    |                    |                    |                    |                    |                    |                    |                    |                    |

## Демографія
Згідно з переписом 2010 року, у місті мешкали 1903 особи в 819 домогосподарствах у складі 516 родин. Густота населення становила 591 особа/км².  Було 949 помешкань (294/км²).
Расовий склад населення:
| - 98,0 % — білих - 0,3 % — корінних американців - 0,2 % — чорних або афроамериканців - 0,1 % — вихідців з тихоокеанських островів - 0,1 % — азіатів |

До двох чи більше рас належало 0,9 %. Частка іспаномовних становила 1,5 % від усіх жителів.
За віковим діапазоном населення розподілялося таким чином: 24,7 % — особи молодші 18 років, 55,1 % — особи у віці 18—64 років, 20,2 % — особи у віці 65 років та старші. Медіана віку мешканця становила 41,5 року. На 100 осіб жіночої статі у місті припадало 92,0 чоловіків;  на 100 жінок у віці від 18 років та старших — 89,3 чоловіків також старших 18 років.
Середній дохід на одне домашнє господарство  становив 54 848 доларів США (медіана — 45 500), а середній дохід на одну сім'ю — 69 092 долари (медіана — 59 688). Медіана доходів становила 40 893 долари для чоловіків та 27 052 долари для жінок. За межею бідності перебувало 12,4 % осіб, у тому числі 19,0 % дітей у віці до 18 років та 3,3 % осіб у віці 65 років та старших.
Цивільне працевлаштоване населення становило 975 осіб. Основні галузі зайнятості: освіта, охорона здоров'я та соціальна допомога — 23,2 %, роздрібна торгівля — 15,3 %, сільське господарство, лісництво, риболовля — 13,5 %, виробництво — 12,8 %.